# Марцел (узурпатор)
Вижте пояснителната страница за други личности с името Марцел.
Марцел (на латински: Marcellus) е западноримски узурпатор, който през 457 г. в Галия се бунтува срещу император Майориан.
Единственото малко доказателство се намира при Сидоний Аполинарий, който споменава за един „Марцелиански заговор за получаване на диадемата“ (de capessendo diademate coniuratio Marcelliana). В заговорът е намесен един Марцел, за когото е доказано, че се намира по това време в Галия. Този текст често е бъркан с Марцелин.
Бунтът на Марцел е по време на междувластието след смъкването на Авит през октомври 456 г. или през първата година на управлението на Майориан, който е провъзгласен за император на 1 април 457 г. Узурпацията вероятно започва с опит, да се помогне за връщането отново на трона на премахнатия от Рицимер и Майориан галоримлянин Авит. Когато през януари 457 г. Авит умира, Марцел се стреми сам към императорската титла, но не успява.